# 皇甫冉
皇甫冉（？—770年），字茂政，潤州丹陽（今江苏省丹阳市）人，祖籍安定郡朝那县（今宁夏回族自治区固原市彭阳县）人。唐代诗人，与其弟皇甫曾并称于世。

## 生卒年
皇甫冉的生卒年说法不一。闻一多在《唐诗大系》中推定皇甫冉的生卒年为723年－767年，但傅璇琮根据独孤及《唐故左补阙安定皇甫公集序》及皇甫冉在大历三年（768年）秋作诗送王缙赴幽州考证，皇甫冉的生卒年为716年或717年－770年。

## 生平
皇甫冉出身于润州丹阳的皇甫氏，家世显赫。自幼才华出众，十岁便能作文章，曾受到当时宰相张九龄的赞赏。
天寶十五載（756年），已经人到中年的皇甫冉考中进士，并先后任职无锡县尉、左金吾兵曹。大曆初，入河南節度使王縉幕佐，表掌書記。不久后入朝任左拾遺、右補闕，又奉命出使江南。大歷五年（770年），回丹陽（今江苏省丹阳市）省親，卒於家。

## 文学成就
巫峽見巴東

迢迢出半空

雲藏神女館

雨到楚王宮

朝暮泉聲落

寒暄樹色同

清猿不可聽

偏在九秋中
皇甫冉與其弟皇甫曾皆工於詩。皇甫冉的诗歌以其精巧的文字和新奇的发调著称。高仲武在《中兴间气集》中称其“巧于文字，发调新奇，远出情外”，并认为他的诗可以与潘岳、张载、张协兄弟媲美。《全唐诗》稱他“天机独得，远出情外。”皇甫冉与诗人刘长卿、戴叔伦、独孤及、李嘉祐、张继、颜真卿、皎然等人皆有交往。清代管世铭在《读雪山房唐诗钞》中将皇甫冉列为“大历十才子”之一。
皇甫冉的诗作中既有描写社会动荡的现实主义作品，如《太常魏博士远出贼庭江外相逢因叙其事》反映了安史之乱对中原地区的破坏；也有抒发边塞从军之苦的《雨雪》。此外，他还有不少描写自然景物和个人情怀的诗篇，如《巫山峡》被刘禹锡评价为唐人咏巫峡的四大诗作之一，明朝人胡应麟更是认为这首诗是咏巫峡最好的一首。
《新唐书·艺文志》载有“皇甫冉诗集三卷”。